# Pomník padlým ve válce (Bieńkowice)
Pomník padlým ve válce, polsky Krzyż - pomnik poświęcony mieszkańcom Bieńkowic poległym na wojnie francusko-pruskiej w latach 1870-71, se nachází ve vesnici Bieńkowice ve gmině Krzyżanovice v okrese Ratiboř ve Slezském vojvodství v jižním Polsku.

## Další informace
Pomník vznikl v roce 1871 z iniciativy dvou občanů Bieńkowic (Galda, Wodarz) a byl věnovan památce padlým obyvatelům obce Bieńkowice během Prusko-francouzské války v letech 1870-71. Centrem pomníku je vyvýšený kříž s figurou ukřižovaného Ježíše Krista. Poblíž se nacházejí nápisy se jmény padlých. V roce 1930 byl kolem pomníku postaven plot a na něm umístěny jména dalších místních padlých občanů v 1. světové válce. Po 2. světové válce byly, z iniciativy tehdejších úřadů, z pomníku odstraněny jména padlých z 1. světové války. V roce 1968 byl také odstraněn plot a pak pomník chátral. Po změně politického režimu, v letech 2003-2004 byla provedena renovace pomníku a znovu byl umístěn plot kolem pomníku a přidány desky se jmény padlých místních obyvatel z 1. i 2. světové války. Nápisy na památníku jsou v polštině a němčině. Přidány jsou také informace o historii památky, jména obyvatel, kteří se podíleli na renovaci a také hlubší text plný otazníků týkající se smyslu válek v kontextu místa.

## Galerie

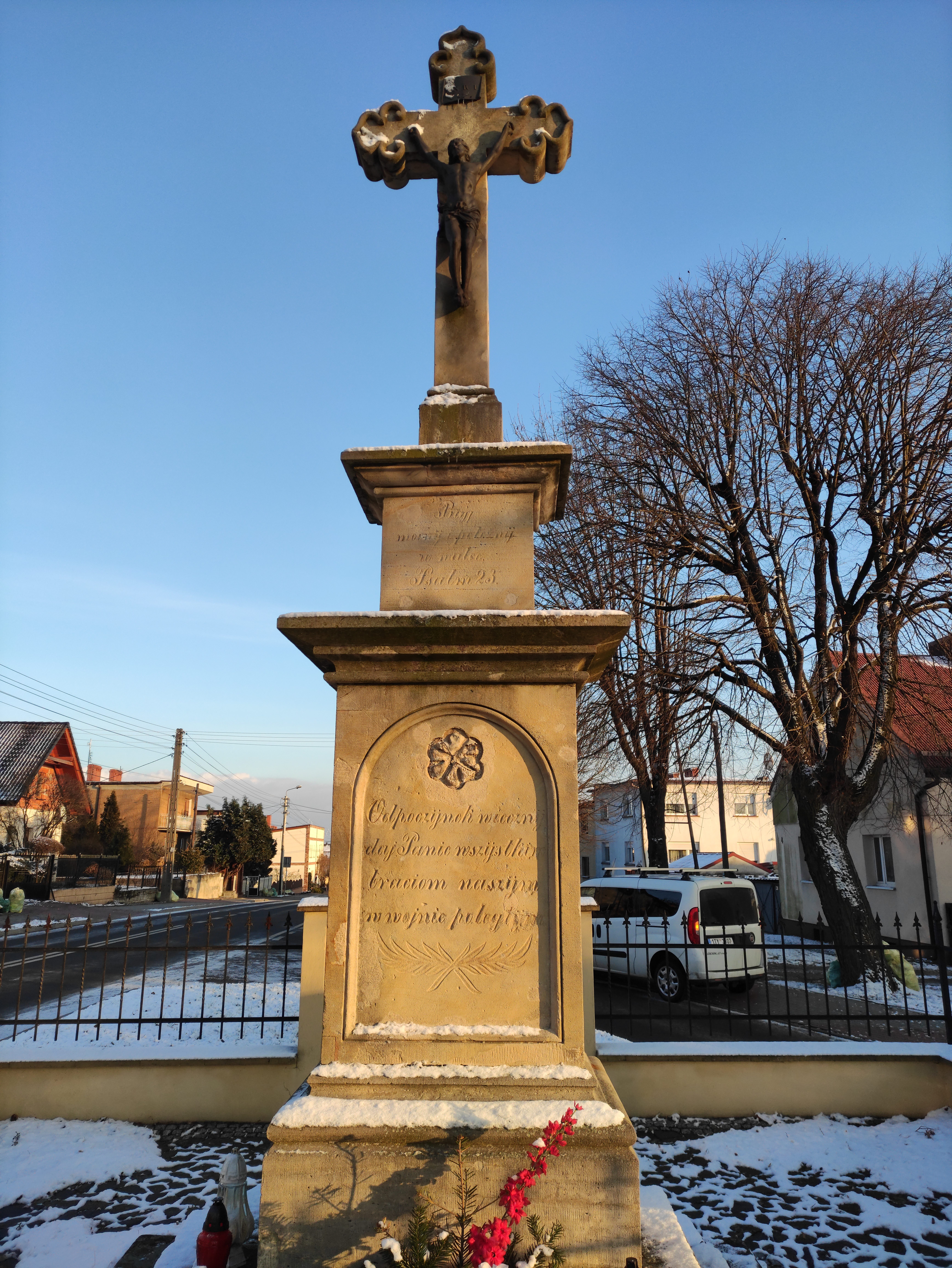
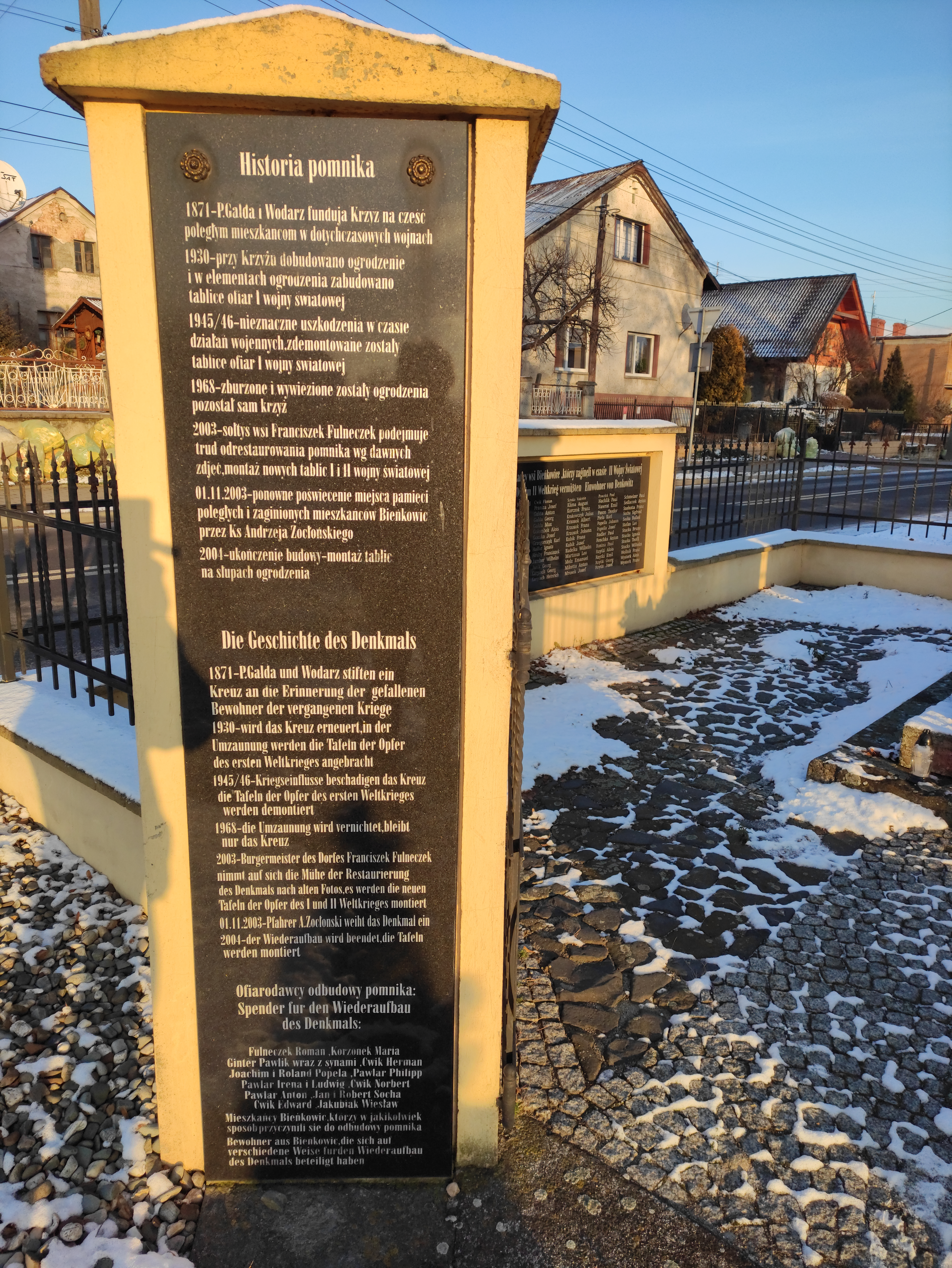
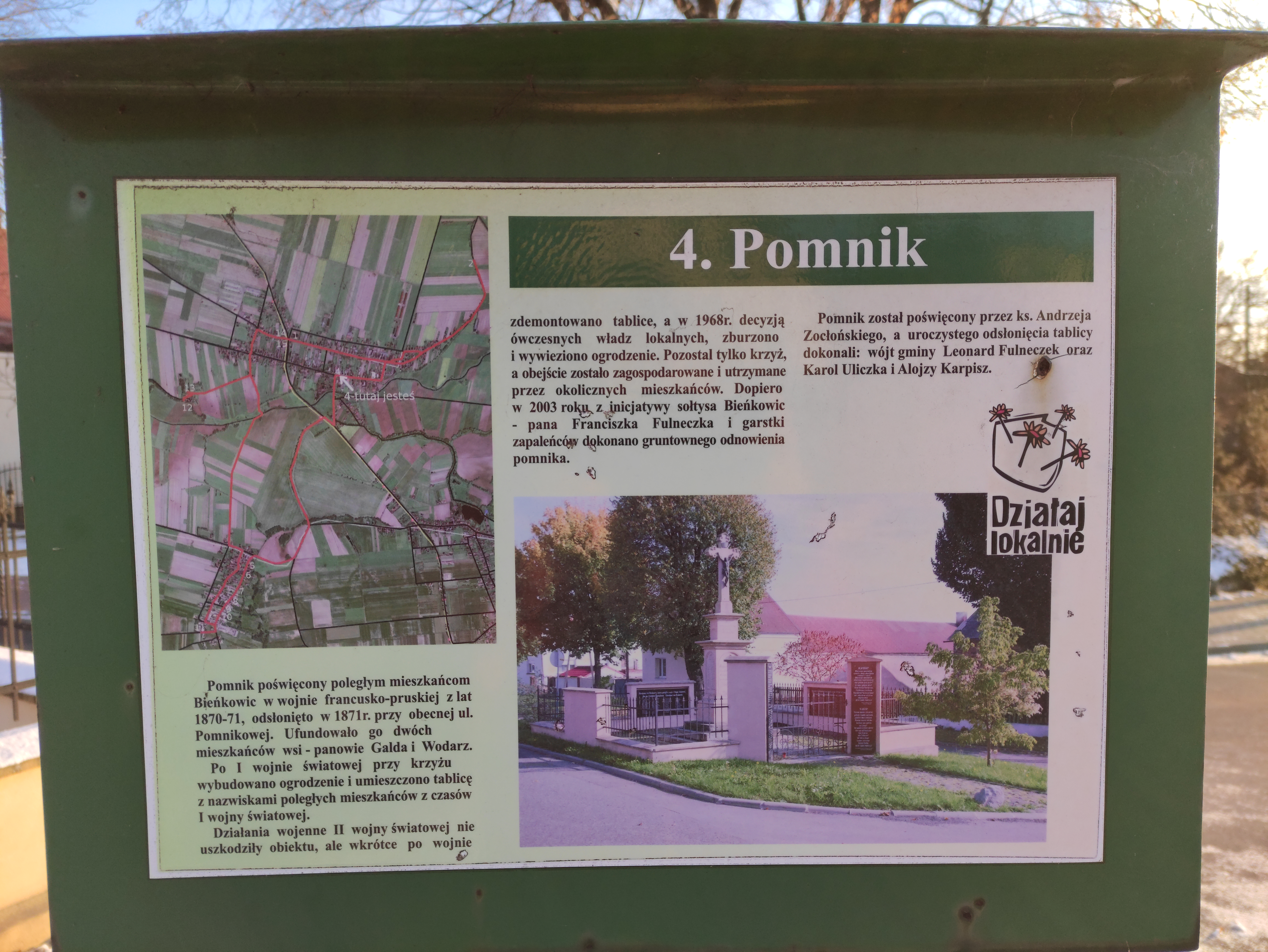